# Pollywog Stew
Pollywog Stew – minialbum hip-hopowego zespołu Beastie Boys wydany w 1982 roku.

## Twórcy
- Michael Diamond – śpiew
- Adam Yauch – gitara basowa
- John Berry – gitara elektryczna
- Kate Schellenbach – perkusja

## Lista utworów
1. "Beastie Boys"
2. "Transit Cop"
3. "Jimi"
4. "Holy Snappers"
5. "Riot Fight"
6. "Ode To..."
7. "Michelle's Farm"
8. "Egg Raid On Mojo"